# Lizystrata
Lizystrata (tłumaczona także jako Gromiwoja lub Bojomira) – komedia starogrecka Arystofanesa, napisana w roku 411 p.n.e. podczas II wojny peloponeskiej.
Opisuje strajk kobiet, które postanawiają odstawić swoich mężów od łoża do czasu, aż ci zawrą między sobą pokój. Dramat ma wymowę pacyfistyczną.